# David Abulafia
Pour les articles homonymes, voir Abulafia.
David Samuel Harvard Abulafia (né le 12 décembre 1949) est un historien britannique qui s'intéresse particulièrement à l'Italie, à l'Espagne et au reste de la Méditerranée au Moyen Âge et à la Renaissance. 
La majeure partie de sa carrière se fait à l'université de Cambridge, et il devient professeur à l'âge de 50 ans. Il est président de la faculté d'histoire de l'université de Cambridge de 2003 à 2005, puis élu membre du conseil d'administration de l'université de Cambridge en 2008. Il est professeur Beacon invité à la nouvelle Université de Gibraltar, où il siège également au conseil académique. Il est professeur invité au Collège d'Europe (branche Natolin, Pologne).
Il prend sa retraite en 2017 en tant que professeur émérite d'histoire de la Méditerranée. Il est membre du Gonville and Caius College de Cambridge. 
Il est membre de la British Academy et de l'Academia Europaea. En 2013, il reçoit l'une des trois premières médailles de la British Academy pour son travail sur l'histoire de la Méditerranée. En 2020, il reçoit le prix d'histoire Wolfson pour La Mer sans limites : une histoire humaine des océans.

## Éléments de biographie
Abulafia est né à Twickenham, Middlesex, dans une famille juive séfarade. Il fait ses études à la St. Paul's School et au King's College de Cambridge.
En 1979, Abulafia épouse Anna Brechta Sapir. Le couple a deux filles adultes.

## Carrière académique
Abulafia a publié plusieurs ouvrages sur l'histoire de la Méditerranée, à commencer par Les Deux Italies en 1977. Dans cet ouvrage, il affirme que dès le XIIe siècle, l'Italie du Nord exploite les ressources agricoles du sud de l'Italie, ce qui constitue la base essentielle pour la suite de l'expansion du commerce et de l'industrie en Toscane, à Gênes et à Venise. Il assume la direction éditoriale du cinquième volume de la New Cambridge Medieval History, et ainsi que celle du volume sur l'Italie au Moyen Âge central dans l'Oxford Short History of Italy ; il dirige également un important recueil d'études sur l'invasion française de l'Italie en 1494-1495 ainsi qu'un livre sur La Méditerranée dans l'Histoire paru en six langues. 
Frederick II: A Medieval Emperor, publié pour la première fois en Angleterre en 1988 et réimprimé à plusieurs reprises dans différentes éditions italiennes, compte parmi ses livres les plus influents. Il étudie ici une figure emblématique du Moyen Âge sous un angle nouveau, critiquant l'approche du célèbre historien allemand Ernst Kantorowicz concernant Frédéric II de Hohenstaufen, qu'Abulafia considère comme une figure conservatrice plutôt que comme un génie en avance sur son temps.
Il est nommé à l'Ordre de l'Étoile de la Solidarité Italienne par le Président italien en reconnaissance de ses écrits sur l'histoire italienne, en particulier sur l'histoire sicilienne. Il publie également des ouvrages sur l'Espagne, en particulier sur les îles Baléares, et montre un intérêt pour l'histoire économique de la Méditerranée et pour la rencontre des trois confessions abrahamiques en Méditerranée. Ne se limitant cependant pas à cette mer, il publie également en 2008 La découverte de l'humanité : rencontres atlantiques à l'ère de Colomb (2008), ouvrage très apprécié sur les premières rencontres entre les Européens occidentaux et les sociétés indigènes de l'Atlantique (Canaries, Caraïbes et Brésil) vers 1492 .
En 2011, Penguin Books (et Oxford University Press à New York) publient The Great Sea: A Human History of the Mediterranean, un volume substantiel qui présente une approche différente de l'histoire de la Méditerranée par rapport à celle proposée par l'historien français Fernand Braudel, s'étendant dans le temps de 22 000 av. J.-C. à 2010 apr. J.-C. Le livre, qui reçoit le Mountbatten Literary Award de la Maritime Foundation, est un best-seller dans la non-fiction britannique.
Abulafia écrit The Boundless Sea: A Human History of the Oceans, publié par Penguin au Royaume-Uni et par Oxford University Press aux États-Unis en octobre 2019. Ce livre applique une méthode similaire à son histoire de la Méditerranée, en s'intéressant aux peuples qui se sont déplacés en haute mer et en soulignant le rôle du commerce maritime dans l'histoire politique, culturelle et économique de l'humanité. Il remporte le prix Wolfson d'histoire 2020.
Il est président de Historians for Britain, une organisation qui a milité pour que le Royaume-Uni quitte l'Union européenne. Selon Abulafia, le processus d'intégration européenne est « un mythe utilisé pour faire taire les autres visions de la communauté européenne ». Il écrit des articles d'opinion critiquant l'adhésion du Royaume-Uni à l'Union européenne, accusant l'idée d'une unité européenne fondée sur un « déterminisme historique ».
Abulafia est nommé Commandeur de l'Ordre de l'Empire britannique (CBE) lors des Birthday Honours 2023 pour les services qu'il a rendus à la recherche universitaire.

## Distinctions
- Commandeur de l'ordre de l'Empire britannique

## Principaux travaux
- The Two Italies: Economic Relations between the Norman Kingdom of Sicily and the Northern Communes, Cambridge 1977
- Frederick II: A Medieval Emperor, Londres 1988
- A Mediterranean Emporium: The Catalan Kingdom of Majorca, Cambridge 1994
- The Western Mediterranean Kingdoms, 1200–1500: The Struggle for Dominion, Londres 1997
- The Discovery of Mankind: Atlantic Encounters in the Age of Columbus, New Haven, CT 2008
- The Great Sea: A Human History of the Mediterranean, Oxford 2011; 2014
- The Boundless Sea: A Human History of the Oceans, Londres 2019

### Traductions en français
- La Grande Mer : Une histoire de la Méditerranée et des Méditerranéens, [« The Great Sea: A Human History of the Mediterranean »] (trad. Olivier Salvatori), Paris, Les Belles Lettres, 2022 , 744 p. (ISBN 978-2-251-45306-4) rééd. Flammarion, coll. « C[hamps / Histoire », 2024, 1086 p.
- La Mer sans limites : Une histoire humaine des océans, [« The Boundless Sea: A Human History of the Oceans »] (trad. Olivier Salvatori) , Paris, Les Belles Lettres, 2024, 992 p.  (ISBN 978-2-251-45597-6)